# بالابک مارتیروسیان
بالابک گریگوری مارتیروسیان (Բալաբեկ Գրիգորի Մարտիրոսյան؛ زادهٔ ۲۰ مهٔ ۱۹۰۵ – درگذشته ۶ آوریل ۱۹۷۲) یک دیپلمات، و سیاستمدار اهل ارمنستان که بین سال‌های ۱۹۵۸ تا ۱۹۷۲ وزیر امور خارجه ارمنستان شوروی بود. وی از سال ۱۹۲۷ عضو حزب کمونیست اتحاد شوروی بود.
وی در آرامستان مرکزی ایروان (توخماخ) به خاک سپرده شد.